# Adzopé
Adzopé este un oraș din Coasta de Fildeș.